# Café Lunchrasten
Café Lunchrasten är en svensk dramafilm från 1954 i regi av Hampe Faustman. Som förlaga hade man Herbert Grevenius pjäs Lunchrasten som uruppfördes på Göteborgs Stadsteater 1949. 
Filmen premiärvisades den 15 februari 1954 på biograf Grand i Stockholm. Den spelades in vid Sandrew-ateljéerna i Stockholm med exteriörer från Norrköpings central, Stockholms central, Stockholms kårhus och ett flertal platser i Stockholm av Curt Jonsson.

## Roller i urval
- Lars Ekborg – Harald, student
- Doris Svedlund – Bojan, servitris
- Annalisa Ericson – Smörblomman, prostituerad
- Stig Järrel – Ali Baba, journalist
- Nils Hallberg – Bernt
- Eivor Landström – Cecilia, servitris
- Emy Hagman – Mia, kaféföreståndarinna
- Douglas Håge – Albert Karlsson, ägaren till Café Lunchrasten
- Inger Juel – Steffy, studentska
- Solveig Hedengran – Ali Babas fru
- Catrin Westerlund – damfrisörskan
- Arne Ragneborn – Bernts kompis
- Tage Severin – Bernts kompis
- Alexander Baumgarten – Hötorgs-Nicke
- Ivar Wahlgren – direktör på ungdomsfängelset i Norrköping

## Musik i filmen
- On the Banks of the Wabash (Far Away) (Barndomshemmet), kompositör och text Paul Dresser, svensk text Karl-Ewert, sång Annalisa Ericson
- O alte Burschenherrlichkeit (O, gamla klang- och jubeltid!), tysk text Eugen Höfling, svensk text August Lindh